# Lechovice

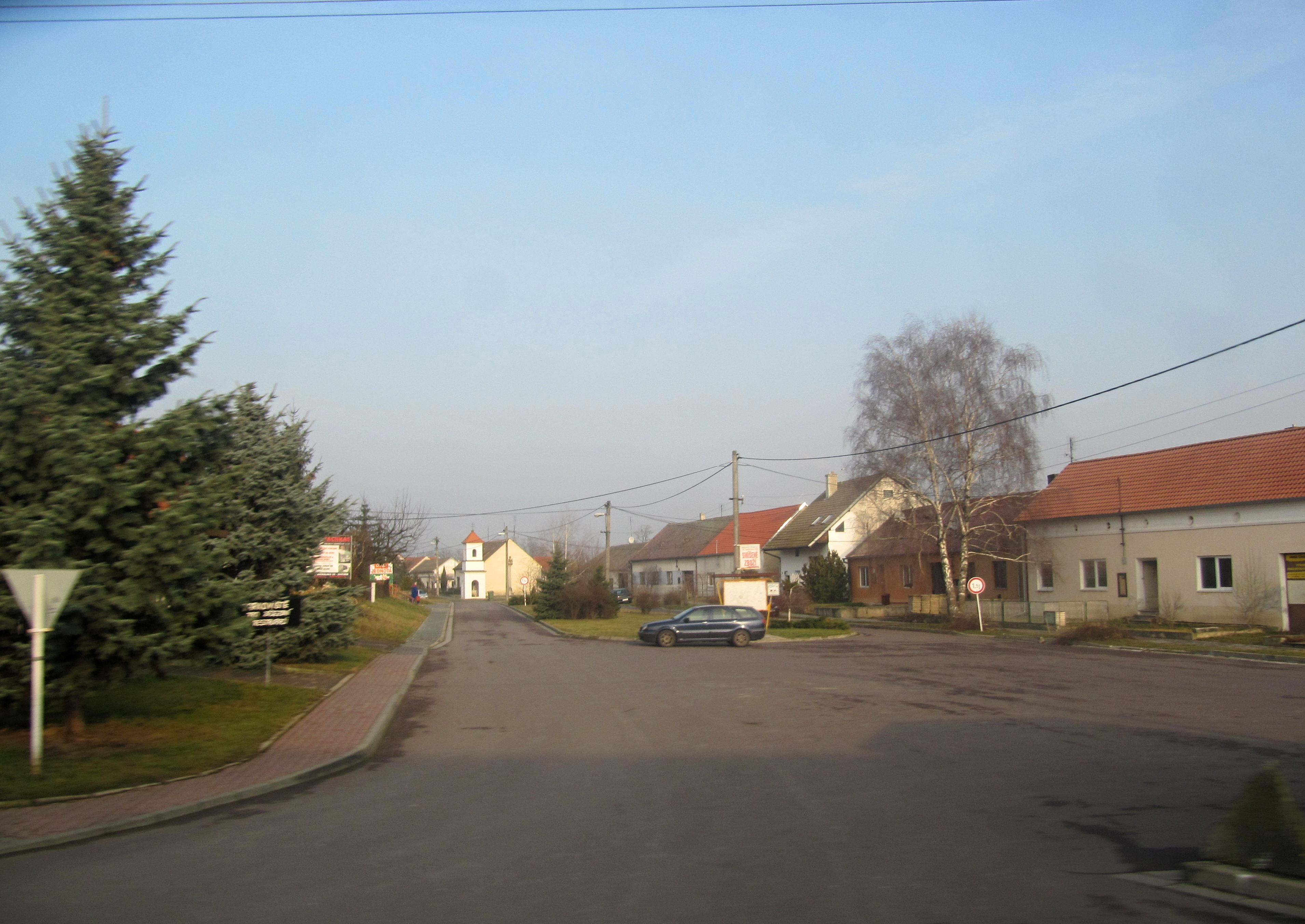
Dorfplatz

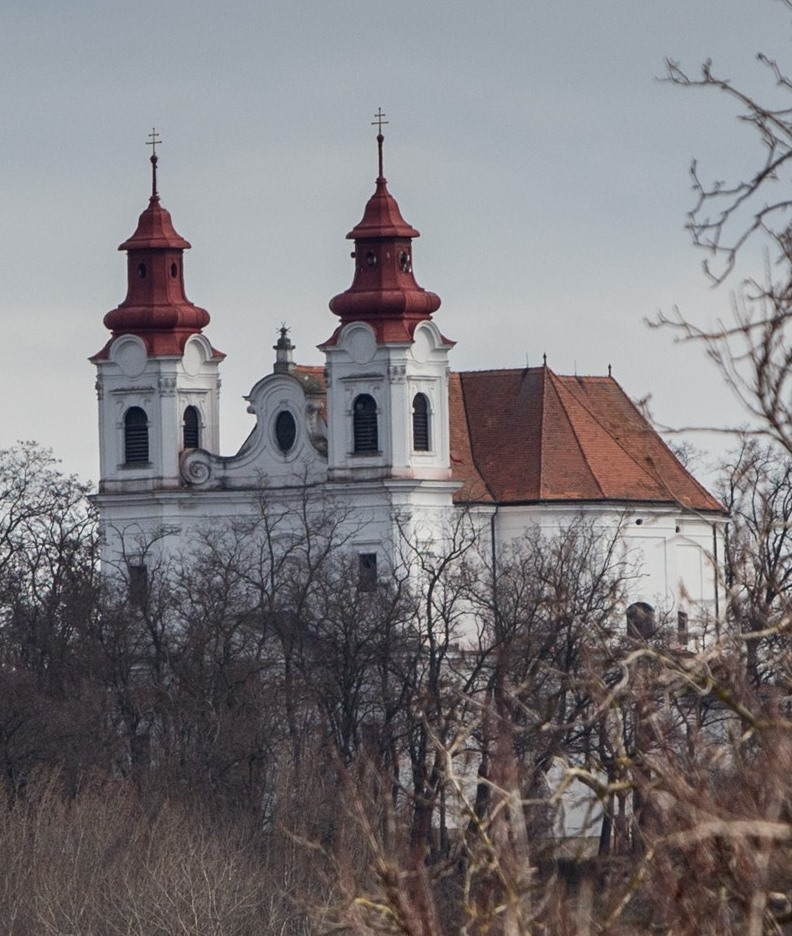
Wallfahrtskirche Mariä Heimsuchung

Lechovice (deutsch Lechwitz) ist eine Gemeinde im Okres Znojmo (Bezirk Znaim), Jihomoravský kraj (Region Südmähren) in der Tschechischen Republik. Der Ort liegt ca. zehn Kilometer östlich von Znojmo (Znaim).

## Geographie
Lechovice befindet sich rechtsseitig der Jevišovka in der Thaya-Schwarza-Senke. Durch den Ort führt die Staatsstraße I/53 zwischen Znojmo und Pohořelice, von der hier die II/414 nach Božice abzweigt.
Nachbarorte sind Borotice (Borotitz) im Süden, Čejkovice (Schakwitz) im Osten, Stošíkovice na Louce (Teßwitz an der Wiese) und Práče (Pratsch) im Westen. Der Ort selbst ist als ein Straßenangerdorf angelegt worden.

## Geschichte

Schloss Lechwitz im Winter

Im 11. bis 13. Jahrhundert kam es zu einer großen Siedlungsbewegung von West nach Ost. Mähren wurde von 1031 bis 1305 von der Dynastie der Přemysliden regiert. Um größere Gebiete landwirtschaftlich zu nutzen und damit höhere Erträge zu erzielen, bewarben sie die Kolonisten zum Beispiel mit zehn Jahre Steuerfreiheit (deutsches Siedlerrecht). Bis zum Jahre 1150 wurde das Gebiet um Mikulov (Nikolsburg) und Znojmo (Znaim) von deutschen Einwanderern aus Niederösterreich besiedelt. Die bis 1945 gesprochene ui-Mundart und die Anlage des Dorfes bekunden, dass sie ursprünglich aus den bairischen Gebieten der Bistümer Regensburg und Passau stammten. Sie brachten neue landwirtschaftliche Geräte mit und führten die ertragreiche Dreifelderwirtschaft ein.
Lechwitz wurde im Jahre 1255 erstmals urkundlich erwähnt, wobei in der Urkunde auch von einer Feste die Rede war. Im Jahre 1389 wurde ein Teil des Dorfes vom Kloster Bruck gekauft, während der andere Teil des Ortes vom Znaimer Clarissinnenkloster verwaltet wurde. Trotz des Verkaufs dieses Ortsteils einige Jahre später kaufte das Kloster Bruck 1660 den Ort vollständig zurück. Der Abt Wellner errichtete 1721 die große kreuzförmige Wallfahrtskirche 'Maria Heimsuchung'. Diese wurde das Wahrzeichen von Lechwitz. Aufgrund der darauf folgenden Wallfahrten kommt es im Ort zu einem raschen wirtschaftlichen Aufschwung. Auch ließen sich die Äbte in Lechwitz ein Schloss als Sommerresidenz errichten. Ab 1740 wird von einer Schule im Ort berichtet. Die Matriken wurden bis 1785 bei Groß-Olkowitz und später im Ort geführt. Ein Jahr früher fällt der Ort, aufgrund der Josephinischen Reformen, unter die Verwaltung des Religionsfonds.
In den Jahren 1808–11 wurde die Reichsstraße Znaim – Lechwitz – Pohrlitz gebaut, welche eine Verbindung zwischen den bereits vorhandenen Reichsstraßen Wien – Prag und Wien – Brünn darstellt. Das bis dahin vom Religionsfonds verwaltete Gut Lechwitz ging im Jahre 1824 in den Besitz Josef Lang über, der es seinem Schwiegersohn Karl Friedrich von Kübeck vererbte. Danach verblieb das Gut im Besitz der Freiherren von Kübeck, welche als Patronatsherren Kirche und Pfarre erhielten. Um 1828 wurde in Lechwitz ein neues Schulgebäude errichtet. Ab 1870 verkehrte eine Postkutsche zum Bahnhof Frischau. Erst ab dem Jahre 1885 wurde der Ort eine selbständige Pfarre. In der Pfarre waren weiters Borotitz und Philippsdorf eingegliedert. 1888 zerstörte eine Überschwemmung den tiefer gelegenen Ortsteil. Aufgrund der steigenden Kinderzahl im Ort wurde die Schule im Jahre 1889 auf zwei Klassen erweitert. Der größte Teil der Lechwitzer lebte von der Landwirtschaft, wobei der in Südmähren seit Jahrhunderten gepflegte Weinbau nur eine untergeordnete Rolle spielte. Die produzierten Weinmengen reichten meist nie über den Eigenbedarf des Dorfes hinaus. Aufgrund des Klimas wurden neben verschiedenen Getreidesorten auch Zuckerrüben, Gemüse, Gurken und Edelobst angebaut. Weiters gab es neben dem üblichen Kleingewerbe zwei Ziegeleien, eine Mühle und zwei Milchsammelstellen.
Nach dem Ersten Weltkrieg kam der zuvor zu Österreich-Ungarn gehörende Ort, der 1910 zu 98 % von Deutschmährern bewohnt wurde, durch den Vertrag von Saint-Germain zur Tschechoslowakei. Maßnahmen folgen wie die Bodenreform, das Sprachengesetz (1920) und die Sprachenverordnung (1926). Sie bewirkten die Ansiedlung von Tschechen in den deutschen Gemeinden und verschärfte die Spannungen zwischen den Volksgruppen. Durch das Münchner Abkommen wurde Lechwitz mit 1. Oktober 1938 ein Teil des deutschen Reichsgaus Niederdonau. Zwischen 1928 und 1930 wurde der Ort elektrifiziert. Im gleichen Jahr wurde eine Klasse der Schule für die tschechische Minderheitenschule verwendet, welche ein Jahr später in einen Neubau umsiedelte.
Im Zweiten Weltkrieg hatte Lechwitz 46 Opfer zu beklagen. Nach dem Kriegsende kam die Gemeinde wieder zur Tschechoslowakei zurück. Bis auf 118 Personen flohen die deutschen Einwohner oder wurden über die Grenze nach Österreich vertrieben. Die letzten 118 Deutschsüdmährer von Lechwitz wurden zwischen 9. Juli und 18. September 1946 nach Westdeutschland zwangsausgesiedelt. In Übereinstimmung mit den ursprünglichen Transfermodalitäten des Potsdamer Kommuniques verlangte im Jänner 1946 die Rote Armee den Abschub aller Volksdeutschen aus Österreich nach Deutschland. Die in Österreich befindlichen Ortsbewohner wurden bis auf ca. 40 %, nach Deutschland weiter transferiert.

## Gemeindegliederung
Für die Gemeinde Lechovice sind keine Ortsteile ausgewiesen. Grundsiedlungseinheiten sind Lechovice und U zámku.

## Wappen und Siegel
Das älteste bekannte Gemeindesiegel stammt aus dem 18. Jahrhundert. Es zeigt ein Pflugeisen und ein Winzermesser nebeneinander in einem Schild. Im 19. Jahrhundert wurde vom Ort ein bildloser Stempel geführt, der in der unteren Hälfte eine Schmuck-Arabeske zeigt.

## Bevölkerungsentwicklung
| Volkszählung | Einwohner gesamt | Volkszugehörigkeit der Einwohner | Volkszugehörigkeit der Einwohner | Volkszugehörigkeit der Einwohner |
| Jahr         | Einwohner gesamt | Deutsche                         | Tschechen                        | Andere                           |
| ------------ | ---------------- | -------------------------------- | -------------------------------- | -------------------------------- |
| 1880         | 552              | 549                              | 3                                | 0                                |
| 1890         | 613              | 613                              | 0                                | 0                                |
| 1900         | 610              | 599                              | 0                                | 11                               |
| 1910         | 610              | 598                              | 5                                | 7                                |
| 1921         | 618              | 565                              | 29                               | 24                               |
| 1930         | 575              | 529                              | 31                               | 15                               |

## Sehenswürdigkeiten
- Pfarrkirche Mariae Heimsuchung, erbaut 1721 durch Christian Alexander Oedtl anstelle einer hölzernen Waldkapelle aus dem Jahre 1695, das Bild der Taufe Christi stammt von Josef Winterhalter
- Schloss (1740) Umbau 1824
- Schlosspark mit 1000-jähriger Eiche und Schiffsrumpf des Schiffes mit dem der ehemalige Kaiser Maximilian von Mexiko fuhr.
- Kriegerdenkmal (1922)
- Kapelle Maria Siebeneichen (1880)
- Statue des Hl. Johannes von Nepomuk (1760)
- Statue des Hl. Antonius von Padua (1742)[15][16]

## Söhne und Töchter des Ortes
- Miloš Šafránek (1894–1982), Musikpublizist, Schriftsteller und Diplomat
- Hans Prock-Schauer (1926–2004), Heimatforscher
- Johann Wagner (1893–1984), deutschnationaler Politiker des Bundes der Landwirte (BdL) in der Tschechoslowakei und Vertriebenenfunktionär in Österreich
- Franz Wagner (1860–1929), Abgeordneter des Mährischen Landtages 1905/07 und Reichsrat 1907–1918
- Karl Friedrich von Kübeck wurde am 16. September 1855 in der Kübeck'schen Familiengruft in Lechovice begraben.
- Max von Kübeck (1835–1913), Reichsrat und Delegierter im Deutschen Bund, Sohn von Karl Friedrich von Kübeck, dem Begründer der Österreichischen Nationalbank
- Alois Lahoda K.K.Ingenieur, Semmeringbahnbauing. unter Ritter v.Ghega (1827–1906)

## Brauchtum
Reiches Brauchtum bestimmte den Jahresablauf der 1945/1946 vertriebenen, deutschen Ortsbewohner:
- Traditionsgemäß pilgern zum Fest Maria Geburt (8. September) die Lechwitzer in einer dreitägigen Wallfahrt zum Heiligen Berg nach Nikolsburg (30 Kilometer).
- Über Pfingsten erfolgt eine viertägige Wallfahrt nach Maria Dreieichen. Die Ortsbewohner von Panditz schließen sich dabei an.[17]